# 삼선 개헌
삼선개헌(三選改憲)은 1969년 박정희 정권이 정권 연장을 위하여 대통령의 3선이 가능하도록 헌법을 개정한 대한민국의 6번째 헌법개정이다. 대통령의 3선 연임을 허용하는 개헌안이 9월 14일 국회에서 변칙통과, 10월 17일 국민투표에서 확정된 결과 박정희는 1971년 제7대 대통령선거에 또 출마, 당선되어 유신체제와 장기집권을 할 수 있게 되었다.

## 배경
1962년의 제3공화국 헌법은 대통령의 임기를 4년으로 정하고, 1차에 한하여 중임할 수 있게 하고 있었다. 그러나 박정희는 1967년 제6대 대통령으로 재선된 이후 곧 3선 개헌을 준비하였다. 박정희의 3선 개헌 계획은 후계자로 유력시되던 김종필과 그를 지지하는 세력에 의하여 집권 민주공화당 내에서부터 반대에 부딪혔다. 그러자 박정희는 1968년 5월 '국민복지회 사건'과 1969년 4월 '4·8항명파동'을 통해 공화당 내 반대세력을 제거해버렸다.

## 개헌경과

### 개헌안 제안 경과

#### 개헌 제안
1968년 12월 경남도당 개편대회에 참석하기 위해 부산을 찾은 윤치영 의원이 "국민이 원한다면 헌법개정을 단행하겠다"고 전제한 뒤 "국민이 원하는지의 여부는 여론조사로써 뒷받침하겠다."는 발언 이후 개헌논의는 공식화되었으며, 이듬해인 1969년 1월 6일 길재호공화당 사무총장은 "헌법의 시행과정에서 드러난 미비점을 보완하기 위한 헌법의 일부조항의 개정문제가 방금 여당내에서 신중히 검토되고 있다"고 발언했다. 윤치영 공화당의장서리는 기자회견에서 "우리나라 실정에서는 무엇보다 강력한 리더십이 있어야 조국 근대화와 조국증흥이라는 민족적 과업을 완수할 수 있다"고 말하고 이를 위해서는 "대통령 연임금지조항을 포함해서 강력한 리더십을 계속 유지해야 한다는 지상명령에 차질이 없도록 해야하며 이러한 기본 입장에서 현행헌법상에 문제점이 있다면 앞으로 검토·연구될 수 있다."고 밝혔다.
이후 본격적으로 개헌논의가 양성화(養成化)되었다. 개헌논의가 양성화 되자, 박정희대통령은 연두기자회견을 통해 "특별한 사유가 없는 한 내 임기중 개헌을 안하는 것이 내 소신이지만 필요가 있다면 연말이나 내년초 논의해도 늦지 않다"고 자신의 견해를 밝혔다. 개헌에 대한 대통령의 언급이 있자 공화당내 개정을 추진하는 간부들은 여론만 성숙되면 개헌안을 빨리 처리해야 한다고 주장하면서 설득작업을 본격화하기 시작하였다. 그러나 구주류를 중심으로한 일부 의원들은 이에 대하여 소극적 태도를 견지하였다. 

#### 야당의 반대
당시 야당이였던 신민당 유진오총재는 "신민당은 당의 운명을 걸고 대통령삼선개헌저지투쟁을 벌이겠다"고 선언하였으며. 당 조직을 이원조직으로 구성하기로 하고 당내기구로 「대통령삼선개헌저지투쟁위원회」를 구성, 당외기구로 범야초당기구 구성을 위해 정정법 해금인사 및 종교계, 학계, 학생층 및 지식인들과 규합하기로 하였다. 정무회의에서는 3선 개헌 저지를 위해 「호헌5인위원회」護憲五人委員會/김의택, 조영규, 정헌주, 고흥문, 김영삼을 구성하고 구체적인 개헌방지 대책을 세웠다. 2월 공화당 의원총회에서 찬·반논의가 이루어지고 논란이 커지자 공화당 총재였던 박정희 대통령은 경제건설을 이유로 개헌문제를 거론치 말 것을 지시하자, 개헌논의는 잠시 소강상태에 들어갔다.

#### 4·8항명파동
4월 신민당은 본회의에서 권오병 문교부장관에 대한 해임권고건의안을 제출하였는데, 공화당 구주류의원들이 반대표를 던지면서 해임안이 통과되었다. 이에 박정희총재는 "1주일안에 이번 사건을 주동한 반당분자를 철저히 규명하여 그 숫자가 몇십 명이 되더라도 가차없이 처단하라."는 지시를 내리고 공화당의 구주류 의원이었던 양순직, 예춘호, 박종태, 정태성, 김달수 의원을 제명하였고, 이후 박대통령은 기자회견석상에서 "꼭 필요가 있다면 개헌할 수 있으나 그 필요성과 정당한 이유가 문제"라고 밝히면서.3선 개헌을 다시 공식화하였고 3선 개헌을 방침으로 굳히고 6월부터 공화당과 정우회소속의원들을 상대로 개헌찬성서명을 받기 시작했다.

#### 개헌 반대 시위
6월 신민당은 정정법 해금인사와 재야인사들과 본격적으로 규합하였고 서울대에서 시작한 개헌반대 "데모"가 전국적으로 파급되었다. 정부 당국은 "데모"를 막기위해 방학중에 학교장의 사전승인 없이 학생집회를 금지토록 각 학교에 시달했으며, 전국의 대부분의 대학(서울/서울대 연세대 고려대 경희대 성균관대 동국대 우석대 항공대 광운전공대 건국대 시립농대 단국대 외국어대 숭실대 지방/경북대 전남대 전북대 조선대 원광대 공주사대 대전대 대전실업초대 충남대 부산대 충북대 춘천대 춘천농대 영남대 이리공대, 총 29개교)이 휴교 또는 조기방학에 들어갔다.

#### 야당 총재의 공개서한
유진오 총재는 박정희 대통령에게 공개서한을 보냈다. 공개서한을 통해 유진오 총재는 "개헌을 하지 않겠다고 선언하면 정국안정 등 모든 문제는 끝나는 것"이라며 삼선개헌문제에 대한 결단을 촉구했다. 공개서한에 대하여 박정희 대통령은 강상욱 청와대대변인을 통하여 답변을 내놓았다. 첫째는 개헌안이 합법적으로 발의될 때에는 공정한 관리로써 국민의 의사가 충분히 반영되도록 적법조치를 하는 것이 정부의 의무일 뿐이다. 둘째로는 개헌찬성 의사표시는 자유이나 의사표시 방법은 합법적이고 평화적이어야 하며 폭력과 불법으로 의사를 관찰하겠다는 찬·반자는 용납치 않겠다는 것이었다.

#### 대통령 특별담화
7월 25일 박정희 대통령은 「개헌문제에 과하여 특별담화문」을 발표하였다. 이 담화문에서 7개조의 항목을 여야정치인에게 제의했다.

1. 개헌 문제를 통해서, 나와 이 정부에 대한 신임을 묻는다.
2. 개헌안이 통과될 때에는, 그것이 곧 국민의 신임으로 간주한다.
3. 개헌안이 부결될 때에는, 그것을 불신임을 간주한다.
4. 여당은 빠른 시일 안에 개헌안을 발의해 줄 것
5. 야당은 합법적으로 개헌 반대 운동을 전개해야 한다.
6. 개헌 찬반에 있어, 폭력과 불법은 배제한다.
7. 정부는 중립을 지켜, 공정한 국민 투표를 관리한다.

#### 공화당 의원총회
공화당은 중앙당사에서 당무회의를 갖고 백남억 정책의장이 마련한 연임금지안삭제, 국회의원의 국무위원겸직허용, 대통령에 대한 탄핵소추의결정족수강화등 3개항을 내용으로 하는 헌법개정안과 오치성사무총장이 마련한 종합적인 일정을 검토했고 영빈관에서 비공개로 의원총회를 열고 당무회의에서 합의된 개헌안에 대한 공화당 공식안 추인작업에 들어갔다. 이날 의원총회는 29일 10시부터 30일 새벽 4시 20분까지 18시간동안 진행되었으며, 의원총회에 끝까지 참석한 의원은 98명이었다.
공화당은 3선 개헌으로 당론을 정하고 끝까지 반대한 정구영 의원만 제외하고 108명의 공화당의원이 헌법개정안에 서명했다.성낙현 조흥만연주흠 의원이 개헌 지지 성명을 발표하였으며, 정우회소속의원들은 의원총회를 소속의원 12명중 10명이 개헌안에 서명했다. 양찬우 의원은 불참했고 신용남 의원은 대중당과 협의를 거치기 위해 보류를 한 뒤 나중에 개헌안에 서명했다.

### 개헌안의결 경과
1969년 8월 헌법개정안 통과를 위해 공화당이 제71회 임시국회를 소집요구하였다. 윤치영발의자외 121명 의원공화/108명, 정우회/11명, 신민/3명 에 의해 헌법개정안의안번호:070573은 국회에 접수되었다. 헌법개정안 제안설명은 신민당 소속의원들이 본회의장의 단상을 점거하여 이루어지지 못하고 이효상 국회의장은 본회의보고를 생략한채 헌법개정안을 정부에 직송(直送)했다. 직송된 헌법개정안은 임시각료회의를 거쳐 대통령공고 제16호로 공고되었다.

- 발의의원

윤치영
- 찬성의원

고재필 공정식 구태회 길재호 길전식 김대진 김동환
김두현 김병순 김봉환 김삼상 김성곤 김성용 김성철
김성희 김영복 김용순 김용진 김용채 김용호 김우영
김우경 김유탁 김유택 김익준 김장섭 김재소 김재순
김정렬 김종익 김종철 김종호 김주인 김진만 김창근
김창욱 김천수 김택수 노재필 류광현 류범수 문태준
민기식 민병권 박노선 박두선 박병선 박주현 박준규
배길도 백남억 백두진 서상린 설두하 성낙현 송한철
신동욱 신동준 신용남 신윤창 안동준 양정규 연주흠
오원선 오준석 오치성 오학진 육인수 윤인식 윤재명
윤천주 이남준 이동녕 이동원 이만섭 이매리 이민우
이백일 이병옥 이병주 이병희 이상무 이상희 이성수
이승춘 이영근 이영호 이우헌 이우현 이원만 이원엽
이원영 이원우 이윤용 이정석 이종근 이진용 이현재
이호범 이효상 장경순 장승태 장영순 전휴상 정간용
정래정 정직래 정진동 조창대 조흥만 차지철 차형근
최두고 최석림 최익규 최치환 최희송 한상준 한태일
현오봉 현정주

- 개정이유

현행헌법이 제정.시행된 이래 오늘에 이르기까자의 헌정을 통하여 경험한 실정법상의 동시에 현하의 국내외정세에 비추어 시급한 정국의 안정.국방태세 확립 및 지속적인 경제성장등의 제요청에 부응하기 위하여 이 개헌안을 제출하는 것임
- 개정골자

1. 국회의원정수의 상한을 250명으로 확대함.
2. 국회의원이 겸직할 수 없는 직을 법률로 정하도록 함.
3. 대통령에 대한 탄핵소추는 50인이상의 발의와 재적 3분의 2이상의 찬성을 얻도록 그 요건을 엄격히 함.
4. 대통령의 계속재임은 3기까지 할 수 있도록 함.

- 개정내용

제36조 2항 "국회의원의 수는 150인 이상 200인 이사의 범위안에서 법률로 정한다."를 "국회의원의 수는 150인 이상 250인 이하의 범위안에서 법률로 정한다."로 한다.
제39조 "국회의원은 대통령, 국무위원, 지방의회의원 기타 법률이 정하는 공사의 직을 겸할 수 없다"를 "국회의원은 법률이 정하는 공사의 직을 겸할 수 없다."로 한다.
제61조 2항  단서조항 "다만, 대통령에 대한 탄핵소추는 국회의원 50인이상의 발의와 재적의원 3분의 2이상의 찬성이 있어야 한다."를 추가한다.
제69조 3항 "대통령은 1차에 한하여 중임할 수 있다"를 "대통령의 계속 재임은 3기에 한한다" 로 한다.
부칙에 "이 헌법은 공포한 날로부터 시행한다."

헌법개정안으로 말미암아 파국을 맞았던 제71회 임시국회가 9일만에 정상되었고 여·야는 헌법개정의 절차법인 국민투표법 단일법안으로 합의하고자 하였으나, 공화당의 반대로 무산되었다.
9월 정기국회가 개회되고 방학중이던 각급학교의 개학과 더불어 서울대를 시작으로 다시 "데모"열풍이 일어나자, 전국 대학과 고교의 휴업사태가 빚어졌다 공화당 윤치영의장서리는 "개헌안은 9일 국회에 상정하여 15일까지는 통과시킬 방침"이라고 말하고 "개헌안을 질의와 대체토론 없이 다수당이 취할 수 있는 최선의 방법으로 처리하겠다"고 밝혔다. 신민당은 유진오총재 자택에서 긴급 전당대회(총 520명 中 370명 참석)를 열어 신민당을 해산했다. 신민당이 해산됨에 따라 헌법개정지지성명을 낸 3명성낙현 연주흠 조흥만은 의원직을 상실했고 나머지 44명의 의원은 제명함으로써 무소속의원이 됐다. 해산의 궁극적인 목표는 개헌안가결정족수117명 미달로 개헌을 저지하기 위함이었다. 무소속이 된 44명의 의원은 원내교섭단체인 신민회(新民會)를 구성하기로 합의하였다.
9월 8일 30일간의 공고기간이 끝나고 헌법개정안이 본회의에 정식 상정되었다. 여·야총무회담에서 여야는 헌법개정안 의사일정을 10일에는 제안설명, 12일까지 질의 및 토론, 13일에는 표결하기로 합의했다. 또한 국민투표법안에 대한 보완작업을 하기로 하고「국민투표법개정9인소위원회」를 구성하고 국민투표법안을 수정하기로 하였다. 여·야합의는 신민회(新民會)가 표대결로 전략방침을 변경한데 있다.
제72회 정기국회 제5차 본회의에서 개헌안에 대한 표결 선포가 있자 신민회의원들이 단상을 점거하였고 자정을 넘기면서 산회(散會) 됐는데, 14일 새벽 2시 33분 공화당·정우회총무단을 비롯 66명의 요구로 소집된 제6차 본회의는 국회 제3별관특별위원회 회의실에서 이효상의장이 제6차 본회의의 개의를 선포하였다. 본회의에는 122명공화/107명 정우회/11명 무소속/4명이 참석한 가운데 헌법개정안 표결에 들어갔다. 2시43분에 개표시작, 2시 50분에 122명 전원찬성으로 헌법개정안이 가결되었음을 선포했다.

헌법개정 찬성표결 찬성의원/총 122명
고재필 공정식 구태회 길재호 길전식 김대진 김동환
김두현 김병순 김봉환 김삼상 김성곤 김성철 김성희
김영복 김용순 김용진 김용채 김용호 김우경 김우영
김유탁 김유택 김장섭 김재소 김재순 김정렬 김종익
김종철 김종호 김주인 김진만 김창근 김창욱 김천수
김택수 노재필 류광현 류범수 문태준 민기식 민병권
박노선 박두선 박주현 박준규 배길도 백남억 백두진
서상린 설두하 송한철 신동욱 신동준 신윤창 안동준
양정규 오원선 오준석 오치성 오학진 육인수 윤인식
윤재명 윤천주 윤치영 이남준 이동녕 이만섭 이매리
이민우 이백일 이병옥 이병희 이상무 이상희 이성수
이승춘 이영근 이영호 이우헌 이우현 이원만 이원영
이정석 이종근 이진용 이현재 이호범 이효상 장경순
장승태 장영순 전휴상 정간용 정래정 정직래 정진동
차지철 최두고 정치인 최치환 최희송 한상준 한태일
현오봉 현정주/107명, 공화당
이동원 김익준 김성용 박병선 이원우 최석림 차형근
이원엽 이병주 이윤용 양찬우/11명, 정우회
신용남 김용태 정태성 박종태 /4명, 무소속

불참인원/총 49명
고흥문 김대중 김상현 김세영 김수한 김영삼 김옥선
김원만 김은하 김응주 김재광 김정렬 김현기 김형일
김홍일 박기출 박병배 박순천 박영록 박재우 박한상
서범석 송원영 양회수 우홍구 유진산 유진오 윤제술
이기택 이민우 이재형 이중재 임갑수 장준하 정상구
정성태 정운갑 정일형 정해영 조윤형 조일환 조한백
편용호 한통숙 /44명, 신민회
김달수 양순직 예춘호/3명, 무소속
정구영/1명, 공화당
서민호/1명 대중당

2분 뒤인 2시 52분 국민투표법안을 상정, 김용진의원의 제안설명을 듣고 질의토론을 일체생략한채 내무위안대로 122명 만장일치로 통과시켰다. 2시 54분 본회의는 산회(散會) 했고, 공화당은 개표완료 직후 야당에 통고하였다. 9월 14일은 일요일이었고 그 시절에는 통행금지가 있었는데 이렇케 3선 개헌안은 기습적이고 변칙적으로 통과되었다.

## 같이 보기
- 제6차 헌법개정
- 1969년 국민투표
- 삼선개헌반대범국민투쟁위원회